# 松坂彰久
松坂 彰久（まつざか あきひさ、1957年1月27日 - ）は、フリーアナウンサー。元abn長野朝日放送のアナウンサー。

## 来歴
静岡県浜松市出身。静岡県立浜松北高等学校、中央大学文学部卒業。長嶋茂雄ファンで「近付くには、プロ野球の実況アナウンサーになるしかない」と思ってアナウンサーを目指したという。1980年ラジオ福島に入社。
その後「クリアな音楽を通じて感動を生み出したい」と思い、1984年に静岡エフエム放送（K-MIX）に移籍、そして1991年、abn開局とともに移籍。妻と二人の娘がいる。
2017年1月に定年（60歳）を迎えたが、特に定年に関する発表はなく、長野朝日放送でアナウンサーとしての活動を続けている。そんな中、2022年1月25日、自身のブログで派遣サービスの契約が切れたため（65歳になったため）、1月末で長野朝日放送を退社すると発表した。退社後は、アナウンサーとしての活動を続け、フリーアナウンサーとして活動しており、「いいね!信州スゴヂカラ」への出演は続けている。

## 現在の出演番組
いいね！信州スゴヂカラ（長野朝日放送）

## 過去の出演番組
- ミッドナイト・フリーダム（静岡エフエム放送）[1]
- FMモーニングスタジオ830（静岡エフエム放送）[1]
- ABNステーション（現:abnステーション）
- おひさまテレビ
- フリプリフライデー
- 駅前テレビ
- 今ドキ！昼ドキッ→今どき！ゆうドキッ（2017年10月20日 - 2022年1月21日）